# Момир Булатович
Момир Булатович (чорн. Momir Bulatović або Момир Булатовић; нар. 21 вересня 1956, Белград — пом. 30 червня 2019) — чорногорський і югославський політик. Президент Чорногорії з 23 грудня 1990 по 15 січня 1998 і прем'єр-міністр Союзної Республіки Югославії з 19 травня 1998 по 4 листопада 2000. Він очолював Демократичну партію соціалістів Чорногорії, наступника Союзу комуністів Чорногорії, з 1989 по 1998. Вивчав економіку в Університеті Чорногорії, де він працював асистентом з політичної економії.